# Transportes na Região Metropolitana do Recife

## História

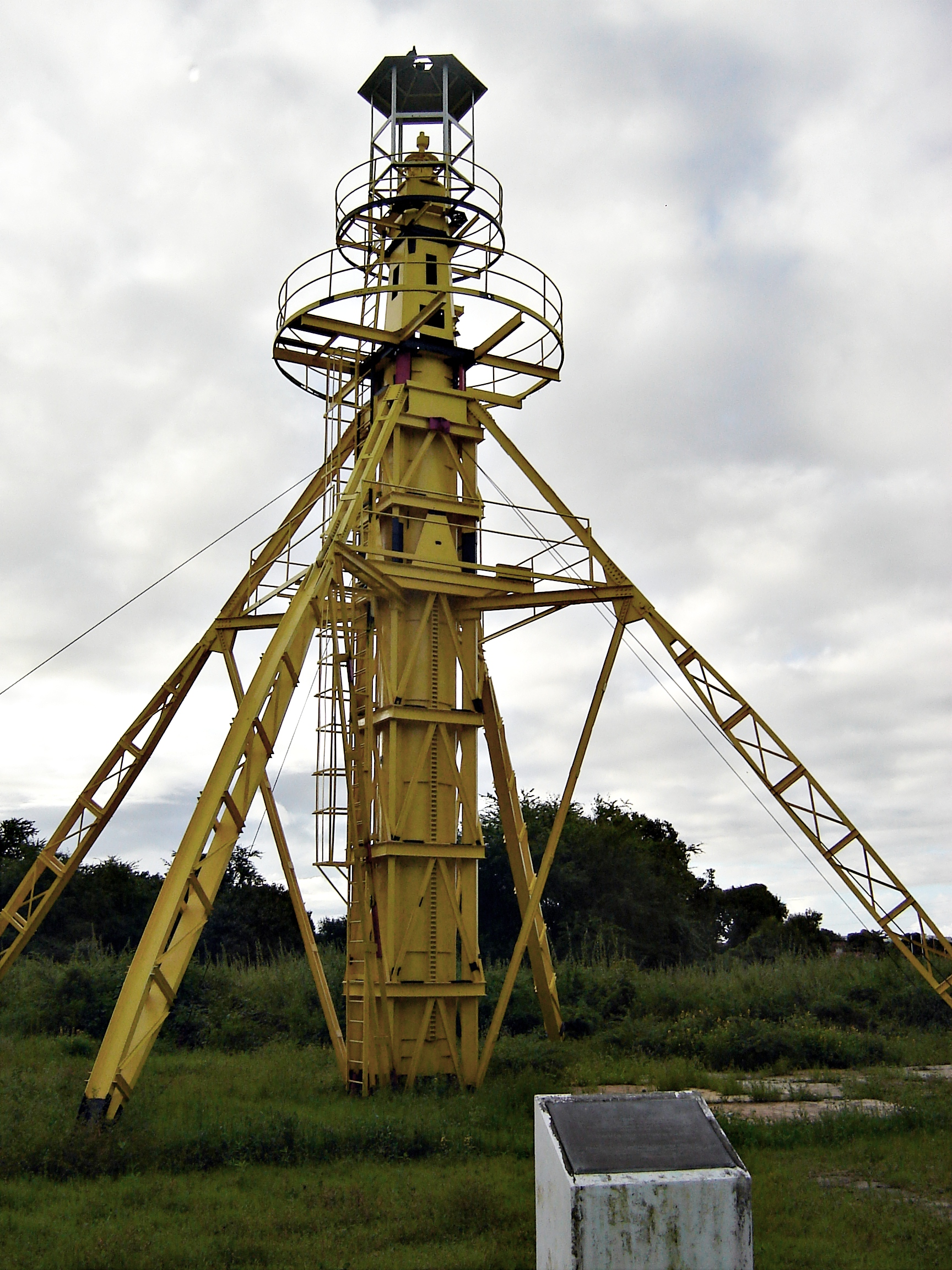
A Torre do Zeppelin foi a primeira estação aeronáutica para dirigíveis da América do Sul, e é o único objeto do seu tipo ainda de pé no mundo.

O Recife foi palco da inauguração do primeiro sistema urbano de transporte sobre trilhos da América Latina, a chamada Maxambomba (do inglês machine pump). Antes, o sistema de transporte era atendido por canoas e, para os mais abastados, cavalos e carruagens. A viagem de Maxambomba era metade do preço da viagem de carruagem, e findava às 21 horas, fato este que determinou a mudança do fechamento das lojas para o mesmo horário (antes, fechavam às 18h). O itinerário da maxambomba chegou a ter 22 quilômetros de extensão e 20 estações, até que em 1919 foi substituída por bondes elétricos. Em 1960, os bondes foram substituídos por ônibus elétricos. Paralelamente, houve a implantação de transporte por Ônibus. As linhas de trem da Great Western, antecessora da Rede Ferroviária Federal, também faziam o transporte público urbano. Foram substituídas pelo Metrô do Recife.
Entre 1930 e 1938, Recife foi uma das primeiras cidades nas Américas e a primeira do Brasil com conexão direita (non-stop) para a Europa, especialmente para a Alemanha, por meio de dirigíveis. Atualmente Recife tem a única estação de atracação de dirigíveis no mundo preservada em sua estrutura original, a Torre do Zeppelin.

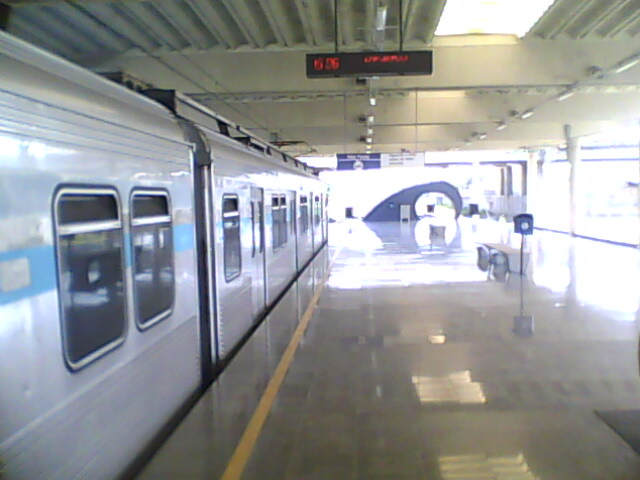
Metrô do Recife, primeiro sistema metroviário do Norte-Nordeste, em funcionamento desde 1985.

## Transporte terrestre
O município possui uma frota de aproximadamente 3.000 ônibus, divididos em 14 empresas que transportam diariamente 2 milhões de pessoas e o Metrô do Recife (METROREC), que transporta 205 mil passageiros por dia. As tarifas de ônibus variam entre R$ 3,20 e R$ 4,40 para o serviço comum e de segunda a sábado, e entre R$2,50 e R$4,00 para os serviços opcionais. Aos domingos, a tarifa comum fica entre R$1,60 e R$ 2,20. O metrô tem a tarifa única de 1,60. Recife também conta com 429 ônibus especiais, adaptados com elevadores na porta central para facilitar o acesso dos usuários de cadeira de rodas.

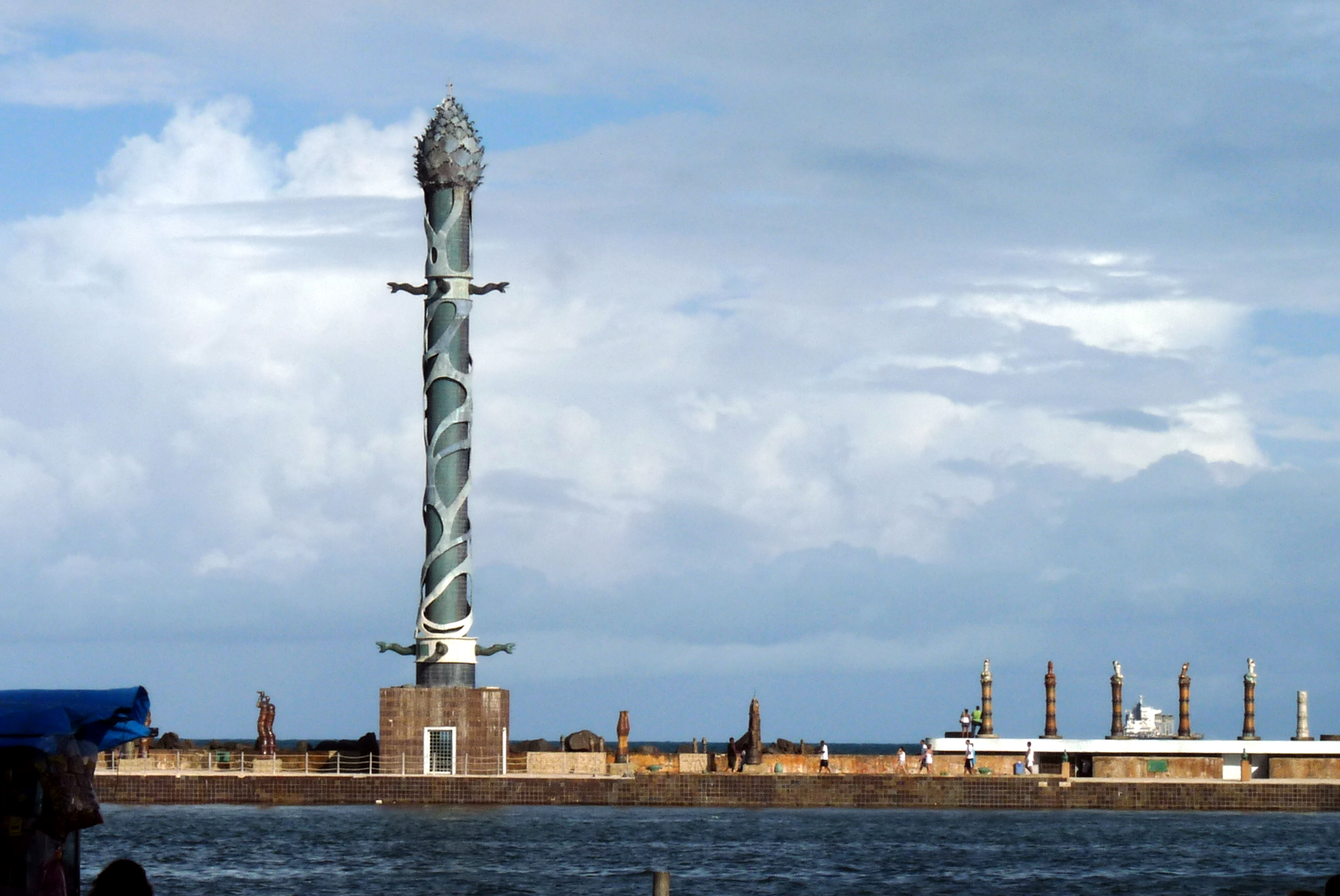
Parque de Esculturas Francisco Brennand, no Porto do Recife.

Recentemente, a cidade recebeu um novo sistema informatizado em seu terminal de ônibus da Avenida Caxangá. O sistema experimental consiste na instalação de rastreadores nos ônibus, que por meio de comunicação permanente com o terminal permitem aos passageiros saberem a hora exata da chegada dos veículos. Os dados são mostrados em telas de LCD localizadas em locais que permitem boa visibilidade.
Devido ao aquecimento da economia brasileira, a cidade tem sofrido um forte aumento no número de automóveis em circulação, o que têm causado problemas para estacionar aos habitantes. De acordo com o relatório do Detran-PE de Março de 2010, o Grande Recife apresenta uma frota de 867 mil veículos. Destes, 43% são emplacados em cidades da RMR, mas circulam pela cidade.

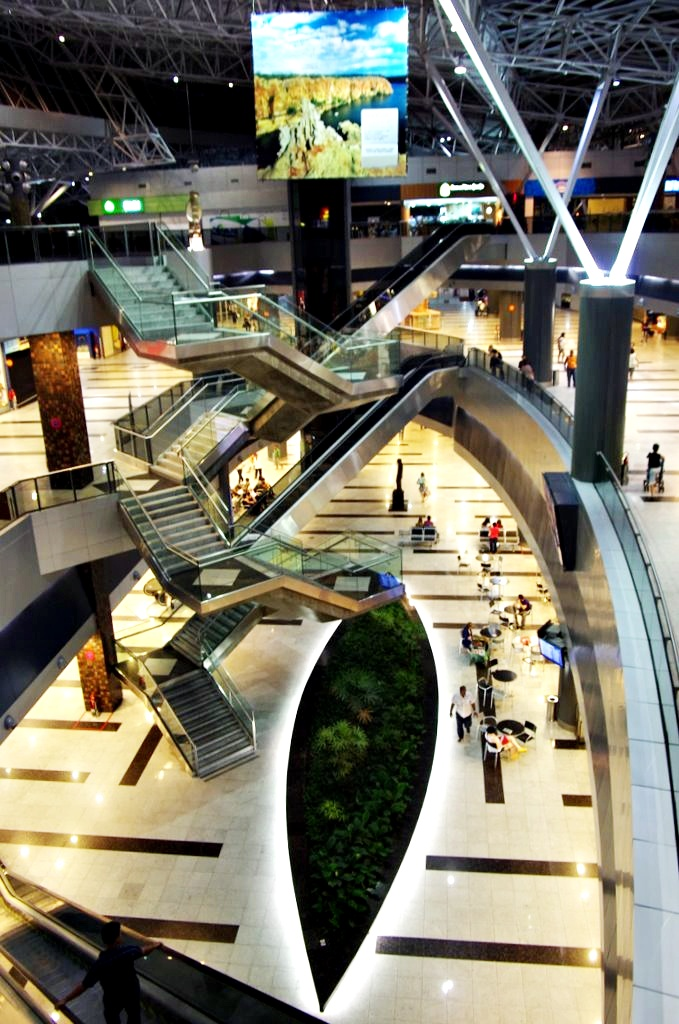
O Aeroporto Internacional do Recife foi considerado o melhor do Brasil e um dos cinco melhores do mundo pela Revista TAM.

## Transporte marítimo
O Porto do Recife localiza-se no Recife Antigo, ao lado da Praça Rio Branco (Marco Zero).
No período holandês, o porto era um dos mais desenvolvidos do Brasil. Atualmente, tem sua base operacional centrada na movimentação de granéis sólidos, compreendendo grãos, clínquer, barrilha e carga geral.
Diferencia-se dos demais portos por situar-se num centro urbano e conseguir operar sem interferir no município. Além do transporte de cargas e matérias-primas, o Porto do Recife vêm consolidando-se como local de atracação de importantes cruzeiros marítimos, impulsionando o turismo.

## Transporte aéreo
O Aeroporto Internacional dos Guararapes-Gilberto Freyre, com capacidade anual de 9 milhões de passageiros, conta com 64 balcões de check-in, 11 pontes de embarque, 2.120 vagas de estacionamento e área de compras e lazer com 165 pontos comerciais, seguindo o conceito de Aero Shopping. Segundo a Infraero, é o maior e mais moderno aeroporto do Norte-Nordeste do Brasil e o segundo mais movimentado. Conta com um pátio capaz de receber até 26 aeronaves simultaneamente. Realiza voos domésticos regulares para 19 capitais de estados brasileiros e mais oito grandes cidades brasileiras, além de voos internacionais regulares para países da Europa, África e Américas.
O aeroporto foi citado pela Revista TAM entre os cinco melhores do mundo juntamente com os terminais de Madri (Barajas), Munique (Franz Josef Strauss), Singapura (Changi) e Londres (Heathrow). Segundo a publicação, estes são aeroportos que fazem a viagem valer a pena antes mesmo do embarque.

## Transporte fluvial
Está em implantação o primeiro sistema de transporte público fluvial brasileiro no curso do rio Capibaribe, com dois eixos (Norte e Oeste) e sete estações.